# Alberto Lepage
Alberto Lepage (Córdoba, 24 de diciembre de 1956) es un violista y violinista argentino.

## Biografía
De familia de músicos cordobeses, comenzó sus estudios a los cinco años con su madre, la profesora Olga S. de Lepage. Realizó perfeccionamiento en viola con Ernesto Blum en la ciudad de Buenos Aires.
Se desempeña como viola solista de la Orquesta Sinfónica de Córdoba y de la Orquesta de Cuerdas Municipal de Córdoba. Desde su creación también integra como ejecutante de viola barroca la orquesta La Barroca del Suquía dirigida por Manfredo Kraemer.
Es profesor titular de la cátedra de Viola y de Conjunto de Cámara de la Facultad de Artes de la Universidad Nacional de Córdoba. Fue invitado por la Orquesta Filarmónica de Buenos Aires como viola solista, actuando en una importante gira de conciertos por las más renombradas salas de Alemania, Suiza, Inglaterra y Holanda. 
Integró la Camerata Bariloche como viola solista. Fue convocado como jurado especialista por las orquesta de Córdoba, Rosario y Montevideo. 
En 1993 participó de la grabación del disco Música de dos mundos.
En 2009 obtuvo Diploma al Mérito de la Fundación Kónex como Instrumentista de Cuerda (Música Clásica), lo que «lo distingue como una de las cinco mejores figuras de la última década de la música clásica argentina en la disciplina instrumentista de cuerda».